# Julianne McNamara
Julianne McNamara (Nueva York, Estados Unidos, 11 de octubre de 1965) es una gimnasta artística estadounidense, especialista en la prueba de barras asimétricas con la que ha logrado ser campeona olímpica en 1984.

## 1981
En el Mundial de Moscú 1981 gana la medalla de bronce en asimétricas, tras la alemana Maxi Gnauck, la china Ma Yanhong y empatada con la soviética Elena Davydova.

## 1984
En los JJ. OO. de Los Ángeles gana la plata en el concurso por equipos, tras Rumania y por delante de China, siendo sus compañeras de equipo: Michelle Dusserre, Pamela Bileck, Tracee Talavera, Mary Lou Retton y Kathy Johnson. También consigue el oro en asimétricas y plata en suelo.